# Hällefors (commune)
Pour le cher-lieu, voir Hällefors.
La commune de Hällefors est une commune suédoise du comté d'Örebro. Environ 6920 personnes y vivent (2020). Son siège se trouve à Hällefors.

## Localités
| - Älgviken - Älvestorp - Björsjön - Bovik - Bredsjö - Grängen - Grängshyttan - Grythyttan - Hällefors - Hammarn - Hjulsjö - Jönshyttan - Jordbron - Karlsdal - Kärvingeborn - Knuthöjden - Lillsången | - Loka - Loka Brunn - Nygård - Pansartorp - Rockesholm - Rombohöjden - Sången - Sångshyttan - Sävenfors - Sävsjön - Saxhyttan - Sikfors - Silvergruvan - Sirsjön - Skåln - Stora Tomsjön - Västerås - Västra Egnahem |